# Peter Gauweiler
Peter Gauweiler (* 22. června 1949 Mnichov) je německý právník a bývalý politik za Křesťansko-sociální unii Bavorska.
V letech 1990–2002 byl poslancem Bavorského zemského sněmu, přičemž v letech 1990–1994 byl zároveň i zemským ministrem. V letech 2002 až 2015 byl poslancem Německého spolkového sněmu.
Patří k výrazným německý euroskeptikům a zastáncům německé suverenity, o jejíž hájení usiluje mj. podáváním stížností k německému Spolkovému ústavnímu soudu. Tak byl například v čele žaloby ohledně přijatelnosti Lisabonské smlouvy v roce 2009, ohledně přijatelnosti Evropského nástroje finanční stability v roce 2011 a ohledně přijatelnosti Evropského stabilizačního mechanismu v roce 2012.